# Кокколоба
Кокколоба (лат. Coccoloba) — род вечнозелёных деревьев, кустарников и лиан семейства Гречишные (Polygonaceae). 

## Ботаническое описание
Вечнозеленые невысокие деревья, кустарники и лианы.
Листья очередные, сидячие или черешковые, округлые, сердцевидные и овальные остроконечные, цельнокрайные, плотные или кожистые, как правило, до 20 см в длину, хотя у Coccoloba gigantifolia они достигают 200 см, что делает этот вид одним из самых крупнолистных двудольных древесных растений. Цветки собраны в верхушечные кисти или в колосья. Тычинок 6—8. Размножение семенами и черенками.

## Распространение
Распространены в тропиках обеих Америк.

## Применение
Некоторые виды используются как декоративное комнатное растение.

## Виды
По информации базы данных The Plant List, род включает 177 видов:
- Coccoloba diversifolia Jacq. — Кокколоба разнолистная, или Голубиная слива
- Coccoloba pubescens L. — Кокколоба опушенная, или Кокколоба крупнолистовая
- Coccoloba uvifera (L.) L. — Кокколоба ягодоносная, или Морской виноград